# Едуардо Маріо Асеведо
Едуардо Маріо Асеведо Кардосо (ісп. Eduardo Mario Acevedo Cardozo, нар. 25 вересня 1959, Монтевідео) — уругвайський футболіст, що грав на позиції захисника. По завершенні ігрової кар'єри — тренер.
Виступав за національну збірну Уругваю. У складі збірної — володар Кубка Америки та учасник чемпіонату світу 1986 року.

## Клубна кар'єра
У дорослому футболі дебютував 1979 року виступами за команду «Дефенсор Спортінг», в якій провів вісім сезонів і 1981 року виграв Лігілью.
Після вдалого для себе чемпіонату світу 1986 року перейшов до іспанського «Депортіво» (Ла-Корунья). Дебютував за нову команду 4 жовтня 1986 року в грі проти «Реала Ов'єдо», але основним гравцем не став, зігравши до кінця року лише п'ять матчів у другому дивізіоні країни.
В результаті 1987 року Едуардо перейшов у «Текос» і у складі мексиканського клубу провів 80 ігор у чемпіонаті за наступні три сезони, в яких один раз вразив ворота суперника.
У 1990—1991 роках Асеведо виступав на батьківщині за «Расінг» (Монтевідео), а у сезоні 1992 році грав за японський «Тосіба Кавасакі» у другому дивізіоні країни. Після цього повернувся до Уругваю і виступав за команди «Фенікс» та «Рентістас», а завершив ігрову кар'єру у команді «Суд Америка», за яку виступав протягом 1995 року.

## Виступи за збірну
11 серпня 1983 року дебютував в офіційних матчах у складі національної збірної Уругваю, а вже наступного місяця поїхав з нею на Кубок Америки 1983 року у різних країнах, здобувши того року титул континентального чемпіона. Асеведо зіграв у всіх восьми іграх і в грі проти Чилі на груповому етапі забив свій єдиний гол за збірну в кар'єрі.
Згодом у складі збірної був учасником чемпіонату світу 1986 року у Мексиці. зігравши у всіх чотирьох іграх — проти ФРН, Данії, Шотландії та Аргентини, при цьому в зустрічі проти данців був капітаном команди.
Загалом протягом кар'єри у національній команді, яка тривала 4 роки, провів у її формі 41 матч, забивши 1 гол.

## Кар'єра тренера
Завершивши ігрову кар'єру, Асеведо залишився у своєму останньому клубі і 1996 року очоливши тренерський штаб команди, після чого працював з іншими уругвайськими командами «Дефенсор Спортінг» та «Депортіво Мальдонадо», а з 2002 року працював у Мексиці, тренуючи команди «Гавіланес», «Текос» та «Монаркас»
У 2009 році Асеведо повернувся до своєї країни і очолив тренерський штаб клубу «Серро», вигравши з командою Лігілью, єдиний титул в історії клубу, який дозволив команді кваліфікуватись до Кубка Лібертадорес на наступний сезон. Цей результат призвів до того, що у серпні 2009 року Едуардо запросили очолити один з грандів місцевого футболу, клуб «Насьйональ», з яким Асеведо став чемпіоном Апертури і виграв нагороду найкращому уругвайському тренеру. 
У вересні 2010 року Асеведо втретє очолив «Текос», але вже у грудні повернувся до Уругваю, де став працювати у клубі «Данубіо». У травні 2011 року його звільнили через погані результати.
9 березня 2012 року Асеведо став головним тренером аргентинської команди «Банфілд», але клуб під його керівництвом набрав лише вісім очок із можливих 42 і вилетів до другого дивізіону, після чого наприкінці червня 2012 року уругвайця було звільнено.
З червня 2015 року по грудень 2015 року він знову тренував «Серро», посівши третє місце в чемпіонаті і знову кваліфікувавши команду до Кубка Лібертадорес, за що вдруге здобув нагороду на кращого уругвайського футбольного тренера.
У лютому 2016 року знову став головним тренером клубу «Дефенсор Спортінг», з яким за підсумками першого сезону посів 4 місце і вийшов до Південноамериканського кубка, а наступного року став переможцем Апертури 2017 року. Незважаючи на те, що Круардо з командою програв фінальний матч за чемпіонство, Асеведо втретє виграв нагороду найкращому уругвайському тренеру. По завершенні сезону 2018 року, за підсумками якого команда знову пробилась до Кубка Лібертадорес, Асеведо покинув посаду
У сезоні 2020 року Асеведо тренував чилійський клуб «Універсідад де Консепсьйон», покинувши його наприкінці року.
У березні 2021 року Едуардо повернувся в «Дефенсор Спортінг», який на той момент перебував на межі вильоту з чемпіонату. Едуардо не зміг утримати команду в Прімері, програвши одну гру та зігравши внічию у двох інших. У сезоні Сегунди 2021 року Асеведо керував клубом у перших 8 іграх, після чого був звільнений через погані результати у липні.

## Титули і досягнення

### Як гравця
- Переможець Лігільї Уругваю (1):

«Дефенсор Спортінг»: 1981
- Володар Кубка Америки (1):

Уругвай: 1983

### Як тренера
- Переможець Лігільї Уругваю (1):

«Серро»: 2009